# Lebensmittelverband Deutschland
Der Lebensmittelverband Deutschland ist der Spitzenverband der deutschen Lebensmittelwirtschaft in der Rechtsform eines eingetragenen Vereins mit Sitz in Berlin.

## Geschichte
Der Verband geht zurück auf den Bund Deutscher Nahrungsmittel-Fabrikanten und -Händler (kurz Nürnberger Bund), der von 1901 bis 1945 bestand und 1955 als Bund für Lebensmittelrecht und Lebensmittelkunde wiedergegründet wurde. Die ursprüngliche Gründungsversammlung fand am 19. Mai 1901 im Frankfurter Hof in Frankfurt am Main statt, die Versammlung zur Wiedergründung am 10. März 1955 im Grand-Hotel Fürstenhof in Nürnberg.

### Name
- 1901–1936: Bund Deutscher Nahrungsmittel-Fabrikanten und -Händler
- 1936–1945: Bund Deutscher Lebensmittel-Fabrikanten und -Händler für Lebensmittelkunde und Lebensmittelrecht
- 1955–2019: Bund für Lebensmittelrecht und Lebensmittelkunde
- seit 2019: Lebensmittelverband Deutschland

### Vorläuferorganisation: Bund Deutscher Nahrungsmittel-Fabrikanten und -Händler
Vertreter der deutschen Lebensmittelindustrie und des Lebensmittelhandels gründeten am 19. Mai 1901 im Frankfurter Hof in Frankfurt am Main den Bund Deutscher Nahrungsmittel-Fabrikanten und -Händler e. V. als Dach- beziehungsweise Spitzenverband mit dem Ziel, die Interessen der beiden Bereiche der Lebensmittelkette zu stärken. Der Lebensmittelchemiker Robert Kayser wurde als erster Geschäftsführer bestimmt. Die Geschäftsstelle lag in Nürnberg, weshalb der Verband später die Kurzform Nürnberger Bund erhielt. Ab 1. Mai 1903 gab der Verband die Deutsche Nahrungsmittel-Rundschau als Verbandszeitschrift heraus. Am 7. Dezember 1902 beschloss der Verband auf seiner zweiten Mitgliederversammlung die Herausgabe eines gemeinsamen Regelwerks für die Branche. Als Ergebnis erschien im Herbst 1905 das Deutsche Nahrungsmittelbuch.

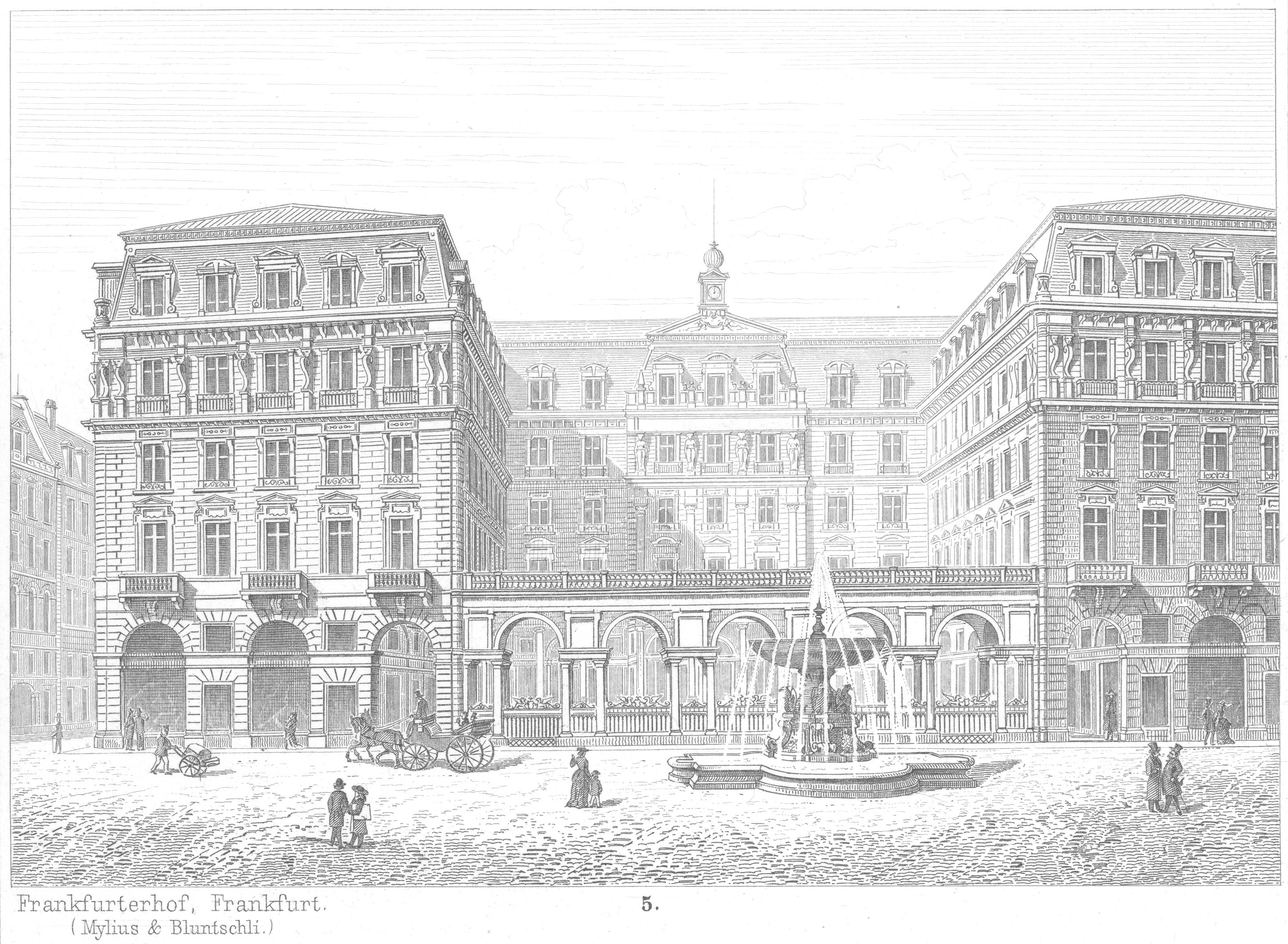
Gründungsort: Der Frankfurter Hof in Frankfurt am Main
Verbandszeitschrift Deutsche Nahrungsmittel-Rundschau vom 8. Januar 1904
Das Deutsche Nahrungsmittelbuch in der Erstauflage 1905

Die Bayerische Staatszeitung fasste das Wirken des Verbandes in einem späteren Artikel wie folgt zusammen:

„Der alte Bund wurde um die Jahrhundertwende gegründet und befaßte sich außer mit wissenschaftlich-rechtlichen Fragen auch mit wirtschaftlichen Fragen. Er diente als Sprachrohr der Industrie und des Handels, um die Wünsche der Ernährungswirtschaft dem damaligen Reichsgesundheitsrat in geeigneter Form vorzubringen. Bei der Gestaltung des Lebensmittelrechts hat der Bund aktiv mitgearbeitet und sich stets bemüht, gemeinschaftliche Auffassungen der zuständigen Fachverbände über eine bestimmte Frage herbeizuführen. Es wurden hier die Meinungen der maßgebenden Personen der Industrie und des Handels eingeholt, um bestimmte Usancen festzustellen. Bei Streitigkeiten über die Beschaffenheit von Lebens- und Genußmitteln wurde von den Gerichten häufig die Stellungnahme des Nürnberger Bundes eingeholt.“

### Gezwungene Umbenennung 1936: Bund Deutscher Lebensmittel-Fabrikanten und -Händler für Lebensmittelkunde und Lebensmittelrecht
In der Zeit des Nationalsozialismus war der Verband von der Gleichschaltung und Umstrukturierung des Verbandswesens betroffen: 1934 erkannte der Reichsminister für Ernährung und Landwirtschaft die Wirtschaftsgruppe Lebensmittelindustrie innerhalb der Reichsgruppe Industrie als alleinige Vertretung ihres Wirtschaftszweigs an. Die Fachgruppen und Fachuntergruppen der WG Lebensmittelindustrie traten anstelle der freien Verbände. Der Bund Deutscher Nahrungsmittel-Fabrikanten und -Händler wurde als Zweck- bzw. Fachverband für rechtliche und wissenschaftliche Fragen angesehen und durfte weiter bestehen, verlor aber seine wirtschaftspolitische Funktion. Darauf folgend wurde der Verband mit einer am 2. Dezember 1936 beschlossenen Satzungsänderung in Bund Deutscher Lebensmittel-Fabrikanten und -Händler für Lebensmittelkunde und Lebensmittelrecht e. V. umbenannt. Seine Verbandszeitschrift Deutsche Nahrungsmittel-Rundschau (ab Januar 1936 Deutsche Lebensmittel-Rundschau) musste der Verband ab 1936 gemeinsam mit der Wirtschaftsgruppe Lebensmittelindustrie herausgeben.
Nach Kriegsende im Jahr 1945 wurde der Verband aufgelöst.

### Wiedergründung 1955 als Bund für Lebensmittelrecht und Lebensmittelkunde
Von 1949 bis 1953 nahm sich übergangsweise ein Ausschuss für Lebensmittelkunde und Lebensmittelrecht in der Bundesvereinigung der Deutschen Ernährungsindustrie der Aufgaben des Nürnberger Bundes an. Am 20. November 1953 teilte dieser jedoch mit, dass er „nach Fühlungnahme mit den verschiedenen Stufen der Ernährungswirtschaft und mit den Vertretern der Wissenschaft die Wiedererrichtung des ‚Bundes Deutscher Lebensmittel-Fabrikanten und -Händler für Lebensmittelkunde und Lebensmittelrecht e. V.‘, abgekürzt ‚Nürnberger Bund‘, für dringend erforderlich“ hielt. Am 29. April 1954 fand eine Versammlung zur Vorbereitung der Wieder- bzw. Neugründung statt. Im Februar 1955 wurde zur Generalversammlung für die Neugründung im März 1955 eingeladen.
Am 10. März 1955 wurde der Verband unter dem Namen Bund für Lebensmittelrecht und Lebensmittelkunde e. V. von Vertretern aus Lebensmittelindustrie, -handwerk und -handel wiedergegründet. Aus Traditionsgründen fand die Gründungsversammlung in Nürnberg statt, wo die Geschäftsstelle des Vorgängerverbands bestanden hatte. Zum Präsidenten wurde Walter Kraak (Dr. Oetker) gewählt, der das Amt bis 1979 innehatte.
Von 1955 bis 1977 bestand eine Personalunion der Geschäftsführung von Bund für Lebensmittelrecht und Lebensmittelkunde (BLL) und Bundesvereinigung der Deutschen Ernährungsindustrie (BVE). Die Verzahnung wurde 1977 aufgelöst. 1994 wurden die Geschäftsstellen erneut zusammengelegt und ab 1. Mai 1994 beide Verbände von einem Hauptgeschäftsführer in Personalunion geführt.

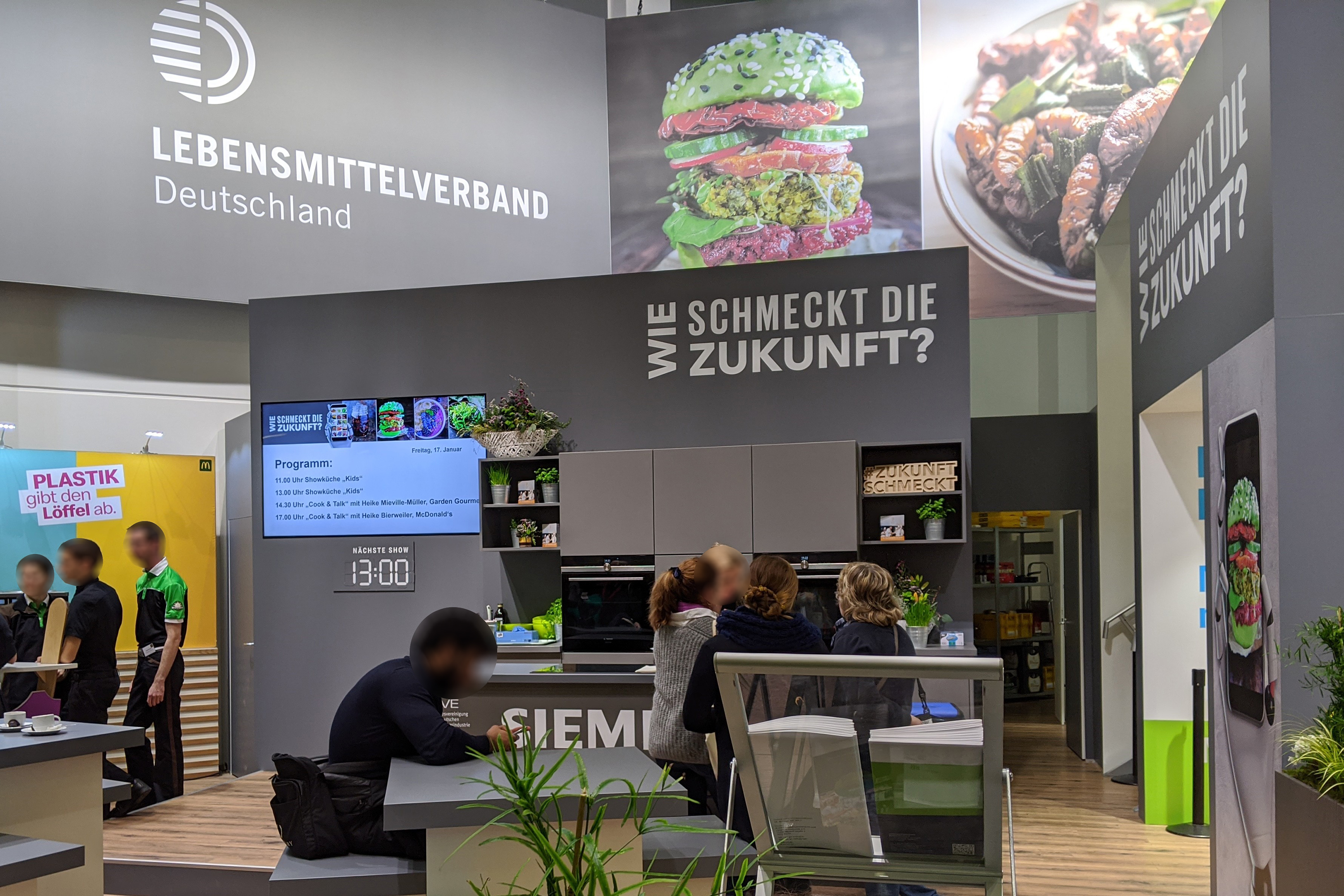
Messestand des Lebensmittelverbands Deutschland auf der Internationalen Grünen Woche 2020 in Berlin

Seit 1998 ist der Verband jährlich gemeinsam mit der Bundesvereinigung der deutschen Ernährungsindustrie auf der Internationalen Grüne Woche in Berlin vertreten und tritt dort in direkten Kontakt mit Verbrauchern sowie Vertretern von Politik und Nichtregierungsorganisationen. Von 2007 bis 2012 lautete das Thema des Gemeinschaftsstands der beiden Verbände „Power fürs Leben – Essen und Bewegen“, von 2013 bis 2017 „Dialog Lebensmittel“, von 2018 bis 2021 „Wie schmeckt die Zukunft?“.
Im Januar 1999 eröffnete der Verband ein Büro in Brüssel.
Im August 2010 verlegte der Verband den Sitz seiner Geschäftsstelle vollständig von Bonn nach Berlin, wo seit 2005 ein Hauptstadtbüro bestanden hatte.
Im Januar 2019 startete der Verband mit dem Lebensmittelmagazin ein eigenes Online-Magazin.

### Umbenennung 2019: Lebensmittelverband Deutschland
Im Mai 2019 beschloss der Verband mit einer auf seiner Mitgliederversammlung entschiedenen Satzungsänderung die Umbenennung in Lebensmittelverband Deutschland. Mit Eintragung ins Vereinsregister wurde die Umbenennung im Juli 2019 abgeschlossen. Der begleitende Rebranding-Prozess mit neuem Logo und Markenauftritt wurde mit der Auszeichnung Rebrand 100: merit bei den 2020 Rebrand 100 Global Awards bedacht.

### Geschichte in den 2020er Jahren
Im Jahr 2020 startete der Lebensmittelverband Deutschland mit dem Tag der Lebensmittelvielfalt am 31. Juli einen neuen jährlichen Awareness- und Aktionstag, der auf die täglich angebotene Vielfalt des Lebensmittelangebots in Deutschland und Europa aufmerksam machen soll. Am ersten Termin beteiligte sich neben zahlreichen deutschen Verbänden und Unternehmen wie dem Deutschen Bauernverband, Deutschen Raiffeisenverband oder Coca-Cola Deutschland auch der Fachverband der Nahrungs- und Genussmittelindustrie (Lebensmittelindustrie) der Wirtschaftskammer Österreich.
Im Jahr 2021 führte der Lebensmittelverband gemeinsam mit der Bundesvereinigung der Deutschen Ernährungsindustrie eine Roadshow unter dem Motto Zukunft schmeckt – on Tour durch, auf der Unternehmen der Lebensmittelwirtschaft Produkte und Lösungen für eine nachhaltige Lebensmittelproduktion und Ernährung präsentierten. Stationen der Tour waren unter anderem in Berlin, Hamburg, Mannheim und Gissigheim.

## Profil
Zu den Mitgliedern zählen nach Angaben des Verbandes 80 Interessenverbände, 250 Unternehmen sowie 150 Einzelmitglieder und korporative Mitglieder. Sie kommen aus den Bereichen Landwirtschaft, Lebensmittelhandwerk, Lebensmittelindustrie, Lebensmittelhandel, Zulieferbereiche, Verpackungsindustrie, Chemische Industrie, private Untersuchungslaboratorien, Anwaltskanzleien und Verlage. Die Finanzierung erfolgt durch die Mitglieder aus der Lebensmittelwirtschaft wie Landwirtschaft, Industrie, Gastronomie, es werden jedoch keine Zahlen bekanntgegeben.
In den Verbandsbüros in Berlin und Brüssel arbeiten Juristen und Naturwissenschaftler interdisziplinär zusammen. Ihre Aufgabengebiete umfassen die Entwicklung des deutschen, europäischen und internationalen Lebensmittelrechts. Mitglieder des Verbandes arbeiten regelmäßig an der Fortentwicklung des Deutschen Lebensmittelbuches mit, dessen Vorschriften eine entscheidende Grundlage für die operative Tätigkeit vieler Verbandsmitglieder darstellen.

## Organisationsstruktur

### Mitgliederversammlung und Kuratorium
Die ordentliche Mitgliederversammlung, die einmal pro Jahr stattfindet, trifft die Grundsatzentscheidungen des Verbands. Sie wählt das Kuratorium, das eine beratende Funktion hat und Entscheidungen über grundsätzliche inhaltliche und politische Fragen trifft. Das Kuratorium besteht aus 32 Personen aus allen Bereichen der Mitgliedschaft sowie dem Vorsitzenden des Rechtsausschusses.

### Vorstand
Ein wichtiges Organ des Lebensmittelverbands ist der Vorstand. Dieser besteht aus dem Präsidenten und bis zu sieben Stellvertretern (je zwei aus den Bereichen Lebensmittelindustrie und Lebensmittelhandel sowie je einer aus den Bereichen Lebensmittelhandwerk und Landwirtschaft) sowie dem Schatzmeister.
Präsidenten des Verbands waren seit der Neugründung 1955:
- 1955–1979: Walter Kraak, Dr. Oetker (Ehrenpräsident)
- 1979–1984: Rudolf Auf dem Hövel, Deutsches Tiefkühlinstitut (Ehrenmitglied)
- 1984–1998: Karl Schneider, Südzucker (Ehrenpräsident)
- 1998–2001: Manfred Nekola, Nestlé Deutschland
- 2001–2010: Theo Spettmann, Südzucker
- 2010–2014: Werner Wolf, Bitburger Braugruppe
- 2014–2019: Stephan Nießner, Ferrero Deutschland (Ehrenmitglied)
- 2019–2021: Philipp Hengstenberg, Hengstenberg
- seit 2021: René Püchner, Capri Sun Vertriebs GmbH

### Hauptgeschäftsführung
Die Hauptgeschäftsführung setzt sich aus einem Hauptgeschäftsführer und einem stellvertretenden Hauptgeschäftsführer zusammen. Aktueller Hauptgeschäftsführer des Lebensmittelverbands ist Christoph Minhoff. Stellvertretender Hauptgeschäftsführer ist Marcus Girnau.
Hauptgeschäftsführer des Verbands waren seit der Neugründung 1955:
- 1955–1976: Günther Klein
- 1977–1982: Gerhard Hein
- 1983–2012: Matthias Horst
- seit 2012: Christoph Minhoff

### Wissenschaftlicher Beirat
Der Wissenschaftliche Beirat des Lebensmittelverbands Deutschland besteht aus über 40 ehrenamtlichen, ad personam berufenen Vertretern der Naturwissenschaften und Rechtswissenschaften. Diese beraten den Verband zu grundsätzlichen Fragen aus ihren jeweiligen Disziplinen.

### Rechtsausschuss
Der Rechtsausschuss befasst sich mit grundsätzlichen Fragen des Lebensmittelrechts, die nicht in die Kompetenz einzelner Fachausschüsse des Verbands fallen. Die Mitglieder des Gremiums werden vom Vorstand des Lebensmittelverbands für die Dauer von vier Jahren berufen. Der Vorsitzende des Rechtsausschusses ist Mitglied des Kuratoriums.

## Wahrnehmung
Als Wirtschaftsverband vertritt er Interessen seiner Mitglieder aus der Lebensmittelwirtschaft. Von Seiten der Wirtschaft, aber auch der Wissenschaft, hier besonders von Vertretern der Ernährungs- und Rechtswissenschaften, wird daher seine wirtschaftspolitischen Bedeutung und wissenschaftlichen Seriosität betont.
Einzelpersonen, einzelne NGOs wie Foodwatch sowie Gegner der Grünen Gentechnik äußern sich negativ bis hin zur Skandalisierung über den Verband und werfen ihm Einflussnahme bei Gesetzgebungsverfahren vor. Greenpeace bekam laut Medienberichten im Jahr 2003 ein internes Papier zum Thema Gentechnik zugespielt, das die Beteiligung des Verbands an Pro-Gentechnik-Kampagnen zeige.

## Online-MagazinLebensmittelmagazin.de
Unter Lebensmittelmagazin.de publiziert der Verband seit Januar 2019 ein Online-Magazin zu den Themen Lebensmittel und Ernährung. Hier erscheinen Artikel, Storys und Reportagen zur Lebensmittelbranche, von Landwirtschaft über das Lebensmittelhandwerk bis zur Gastronomie. In der Videorubrik erscheinen auch Formate mit Bezug zur Wirtschafts-, Ernährungs- und Verbraucherpolitik. Im Januar 2021 erschien eine Sonderausgabe als Print-Zeitschrift. Im August 2021 gewann Lebensmittelmagazin.de den mediaV-Award als Bestes Online-Magazin.

## Auszeichnungen
- 2017: „Zu gut für die Tonne“-Bundespreis (für das Projekt Lecker tafeln! Von der Tafel auf den Familientisch, gemeinsam mit dem Bundesverband Deutsche Tafel und der Plattform Ernährung und Bewegung)
- 2021: mediaV-Award – Sonderpreis „Bestes Online-Magazin“ (für Lebensmittelmagazin.de)
- 2022: DGVM Innovation Award: Verband des Jahres 2022 in der Kategorie Interessenvertretung und Kommunikation, gemeinsam mit der Bundesvereinigung der Deutschen Ernährungsindustrie